# Füllinsdorf
Füllinsdorf is een gemeente en plaats in het Zwitserse kanton Basel-Landschaft, en maakt deel uit van het district Liestal.
Füllinsdorf telt 4.331 inwoners.

## Geboren
- Fabian Jeker (1968), wielrenner